# Wenjia (sockenhuvudort i Kina, Hunan Sheng, lat 29,38, long 111,54)
Wenjia är en sockenhuvudort i Kina. Den ligger i provinsen Hunan, i den södra delen av landet, omkring 190 kilometer nordväst om provinshuvudstaden Changsha. Antalet invånare är 14 017. Befolkningen består av 6 926 kvinnor och 7 091 män. Barn under 15 år utgör 13,0 %, vuxna 15-64 år 74 %, och äldre över 65 år 12,0 %.
Runt Wenjia är det tätbefolkat, med 383 invånare per kvadratkilometer. Närmaste större samhälle är Mengquan, 7,7 km nordväst om Wenjia. I omgivningarna runt Wenjia växer i huvudsak blandskog.
Genomsnittlig årsnederbörd är 1 706 millimeter. Den regnigaste månaden är maj, med i genomsnitt 303 mm nederbörd, och den torraste är december, med 32 mm nederbörd.